# Poznaňské mezinárodní veletrhy
Poznaňský mezinárodní veletrh (polsky Międzynarodowe Targi Poznańskie – MTP) je lídr mezi veletrhy v Polsku a střední a východní Evropě. Zařízení patří do skupiny MTP Group. Poznaňský mezinárodní veletrh existuje od roku 1921. 
Podle údajů Polské průmyslové komory přilákaly akce Grupa MTP přes 50 % všech účastníků podobných akcí v Polsku. Międzynarodowe Targi Poznańskie mají cca 55% podíl na veletržním trhu v Polsku, patří k organizacím sdružujícím veletržní lídry z celého světa (UFI – World Association of the Exhibition Industry and Centrex - International Union of Exhibition Statistics). 
Kořeny jeho historie lze nalézt již před první světovou válkou a velký rozmach nastal po ní. V roce 1921 bylo postaveno výstaviště a téhož roku se již uskutečnila první výstava. V roce 1925 se jednalo už o výstavu mezinárodní. Jako hlavní architekt byl určen Roger Sławski. 
V roce 2018 zde bylo přes 11 000 vystavovatelů a pronajato bylo téměř 500 000 m² výstavní plochy. Poznaňský mezinárodní veletrh má 16 nadstandardních pavilonů s velkou plochou a 81 moderních konferenčních místností. Veletrhy pořádané skupinou MTP navštívilo v roce 2018 přes 850 000 účastníků. Veletržní areál má rozlohu 212,5 ha včetně výstavní plochy se zázemím a s administrativní plochou 22,9 ha.

## Vznik Poznaňského veletrhu

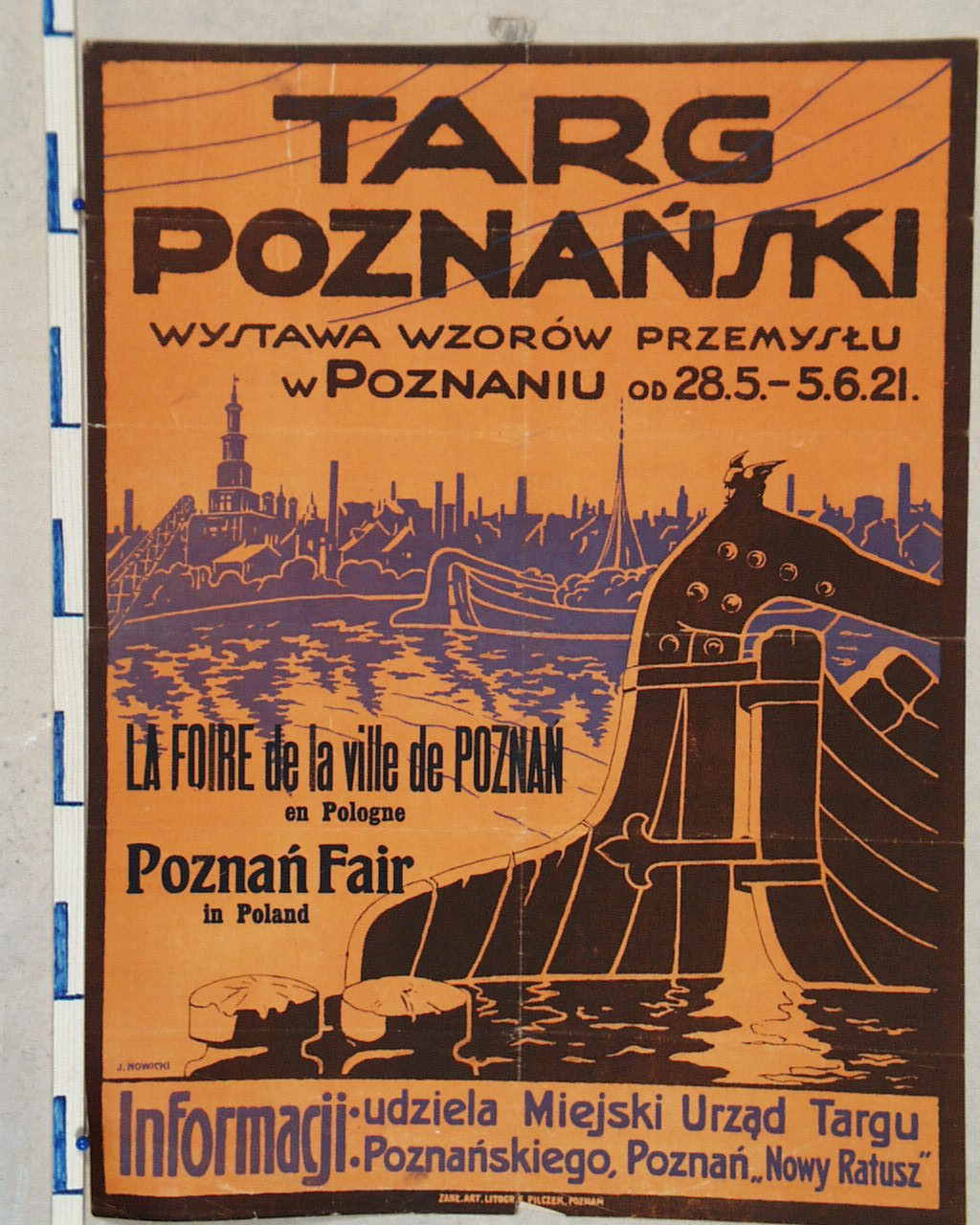
Plakát prvního ročníku veletrhu v roce 1921 (sbírka Muzea východních Čech v Hradci Králové)

Myšlenka Poláků uspořádat v Poznani jarmark se zrodila již v roce 1917 na sjezdu Svazu obchodních společností v Poznani. Tato myšlenka navazovala akci z roku 1911 kdy se v Poznani, na křižovatce dnešních ulic Roosevelta a Bukowska, konala Východoněmecká výstava. Právě na něm byla vztyčena charakteristická Hornoslezská věž. Svaz obchodních společností v Poznani byla organizací sdružující polské obchodníky z Velkopolska a Gdaňského Pomořanska. Výstava měla to být mezinárodní veletrh, pořádaný po vzoru Lipského veletrhu. Myšlenka pořádání cyklických výstav byla realizována až o několik let později, poté co Poláci vyhráli Velkopolské povstání. První Poznaňský trh, jak se akce tehdy jmenovala, se konal v roce 1921 (od 28. května do 5. června) a prvním ředitelem byl Mieczysław Krzyżankiewicz. První mezinárodní veletrh se konal v roce 1925. Do té doby se veletrhu mohly zúčastnit polské firmy, firmy ze Svobodného města Gdaňsk a zahraniční firmy, které měly pobočky v Polsku a byly zastoupeny polskými občany. Již o rok dříve, v roce 1924, však byly podepsány smlouvy s firmami z Československa, Francie, Jugoslávie, Lotyšska, Německa, Rumunska, Švýcarska a Švédska. V roce 1927 byl veletrh přijat do Asociace mezinárodních veletrhů.
Intenzivní rozvoj během boomu ve 20. letech 20. století završila obrovská Všeobecná národní výstava, kterou navštívilo 4,5 milionu lidí. Ve stejném roce 1929 začala Velká hospodářská krize. I přes složitou ekonomickou situaci firma přežila a na konci meziválečného období se stala jednou z největších svého druhu v Evropě. Druhá světová válka přerušila její činnost. V areálu MTP byla umístěna letecká továrna Focke-Wulf, což z ní učinilo cíl spojeneckých náletů. Díla zkázy dokončily boje v roce 1945. Tehdy bylo zničeno 85 % výstaviště. I přes škody se však první veletrh po válce konal již v roce 1946 a od roku 1947 se veletrh stal opět mezinárodní akcí. Od té doby se MTP neustále rozvíjí a modernizuje. V dobách Polské lidové republiky měla společnost také dvoje prostory mimo hlavní výstavní areál prostor, jedno pro stavební, důlní, zemědělské a dopravní stroje a druhé pro sportovního a turistického vybavení.

## Památky na Poznaňském veletrhu
Rozvoj výstavnictví presentují některé význačné stavby:

### Hornoslezská věž
Hornoslezská věž byla postavena již v roce 1911 pro východoněmeckou výstavu pořádanou Prusy. Byla symbolem této výstavy, stejně jako symbolem slavné světové výstavy v Paříži v roce 1889 byla Eiffelova věž. Věž navrhl německý architekt Hans Poelzig, ředitel Školy uměleckých řemesel a po nějakou dobu zástupce ředitele Akademie umění v Berlíně. V té době byl Poelzig jedním z předních architektů prosazujících novou estetiku, která se později stala populární v USA jako art deco.
Na vrcholu Hornoslezské věže byla umístěna vodní nádrž o objemu 4000 metrů krychlových a tehdy byla největší umělou vodní nádrží v tehdejší Říši. Nádrž byla pro Všeobecnou národní výstavu uzavřena a na jejím místě byla umístěna kavárna, což byla nejvýše položená kavárna v Poznani. Uvnitř věže je výtah a na jejím vrcholu výkonný reflektor o síle 61 milionů svíček. Přestože znalci architektury považovali Hornoslezskou věž za umělecké dílo, u Poznaňanů nevzbudila obdiv. Nezapadala do architektury PeWuKa. Aby se přizpůsobila tehdejší architektuře, byla její železná konstrukce natřena červenou a modrou barvou.
Hornoslezská věž, známá ve 20. letech po celém Německu, se stala hlavní inspirací pro Ericha Kettelhuta, který navrhl mrakodrapy pro kultovní film Metropole. Podle Poelzigových návrhů zvolil Kettelhut pro své mrakodrapy modernistický styl – masivní proporce a kruhovou strukturu. Kettelhutova vize měla obrovský dopad na soubory sci-fi filmů, jako je Blade Runner a animovaný Matrix.
Na ocelové konstrukci původní věže dnes stojí prolamovaná věž, symbol mezinárodního veletrhu v Poznani. Autorem projektu rekonstrukce byl prof. arch. Bolesław Szmidt. Při stavbě 64metrové věže byly použity fragmenty ocelové konstrukce věže.

### Veletržní palác a Administrativní dům
Veletržní palác (dnešní pavilon 12) a Administrativní dům (dnešní Administrativní budova) byly postaveny v roce 1924. Autorem projektů byl Ing. Stefan Cybichowski, polský architekt a sociální aktivista. Veletržní palác je dvoupatrová budova s monumentální, klasickou empírovou architekturou zakončená podkrovím s erbem Poznaně uprostřed. Palác zabíral plochu přes 8000 metrů čtverečních. Paláce probíhaly podél všech zdí galerie spočívající na pilířích. Naproti Veletržnímu paláci ul. Głogowska, solidní, tradiční administrativní dům s „barokní“ restaurací Belveder. Po válečné zkáze byla budova přestavěna ve zjednodušené podobě a dodnes slouží jako Administrativní budova.

### Hala těžkého průmyslu
Za Administrativním domem postavil architekt Roger Sławski zděný sál – Velký sál těžkého průmyslu. Stavba začala v lednu 1928. Hala o délce 130 m a ploše přes 5,5 tisíce metrů čtverečních. byla z cihel a střecha o rozpětí 24 m byla dřevěná s čalouněná jutou. Po válce byl sál přestavěn podle návrhů architekta S. Kirikina a architekta L. Ballenstedta. Budova má tři lodi, prostřední je vyšší. Vnější fasády byly zdobeny neobvyklými, trojúhelníkovými pilastry ve skleněném provedení, které je v noci osvětlené. Uvnitř byly železniční koleje vedoucí z nádraží na výstaviště.

### Reprezentační sál
Jednou z prvních staveb připravených speciálně pro výstavu, tzv. PeWuKa (Powszechna Wystawa Krajowa w Poznaniu), byl vestibul, známý také jako Reprezentační nebo Centrální sál (dnes historická část pavilonu 3A). Autorem návrhu byl stejně jako v případě výše zmíněných staveb hlavní architekt PeWuKa Roger Sławski. Výstavba zařízení s areálem 1 964 m² byla zahájena v březnu 1928.
Reprezentační sál byl obdélníkový a protáhlý podél ulice Marszałka Focha. Styl navržený Sławskim spojoval prvky evropské architektonické klasiky s tradicí jednoduchých, věcných uspořádání forem. Vyznačoval se harmonií, uměřeností, symetrií a klidným rytmem. Kompozice bývalého Reprezentačního sálu byla logická, výrazná a statická.

## Galerie

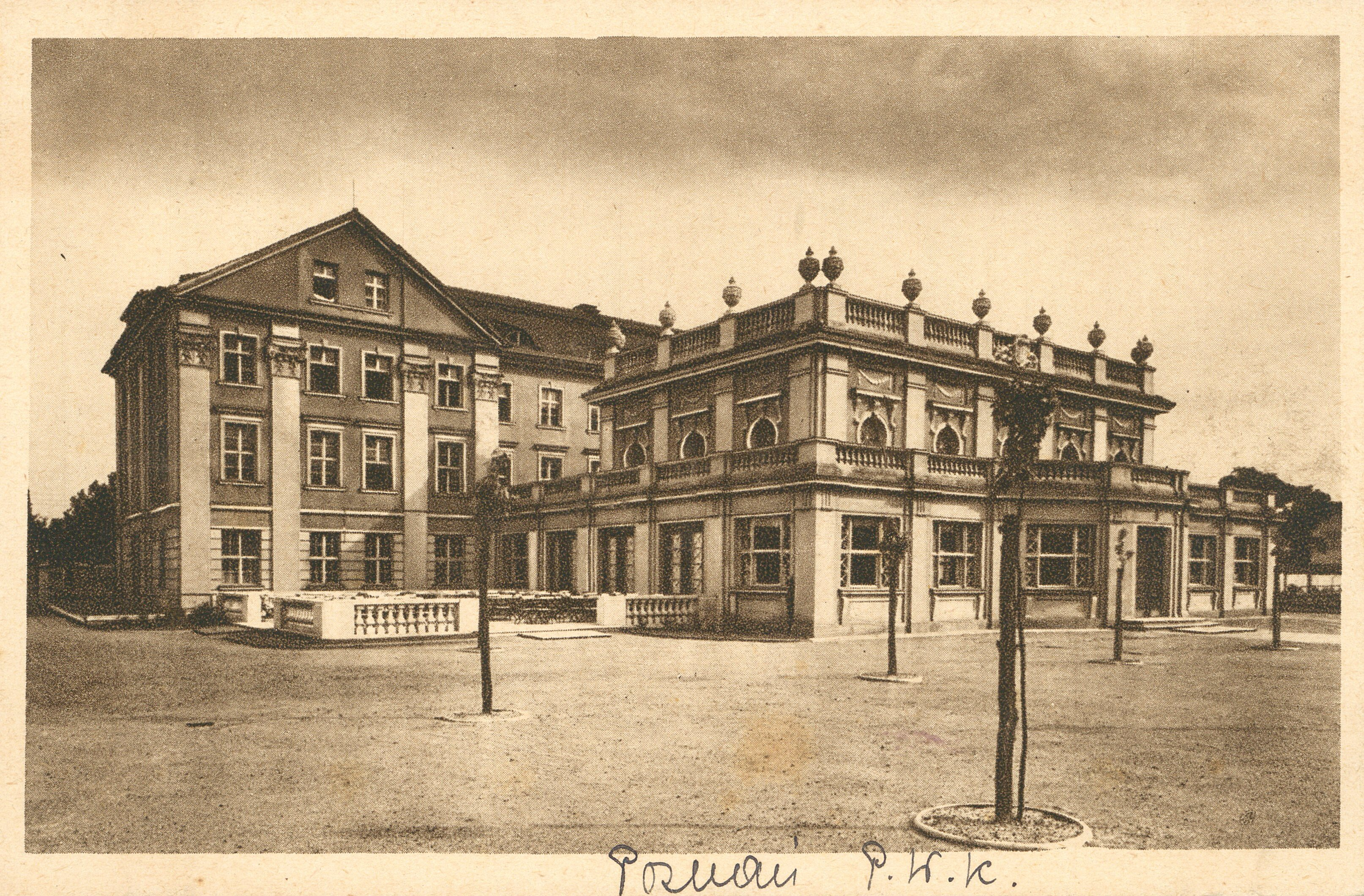
Dům administrativy 1926-1939
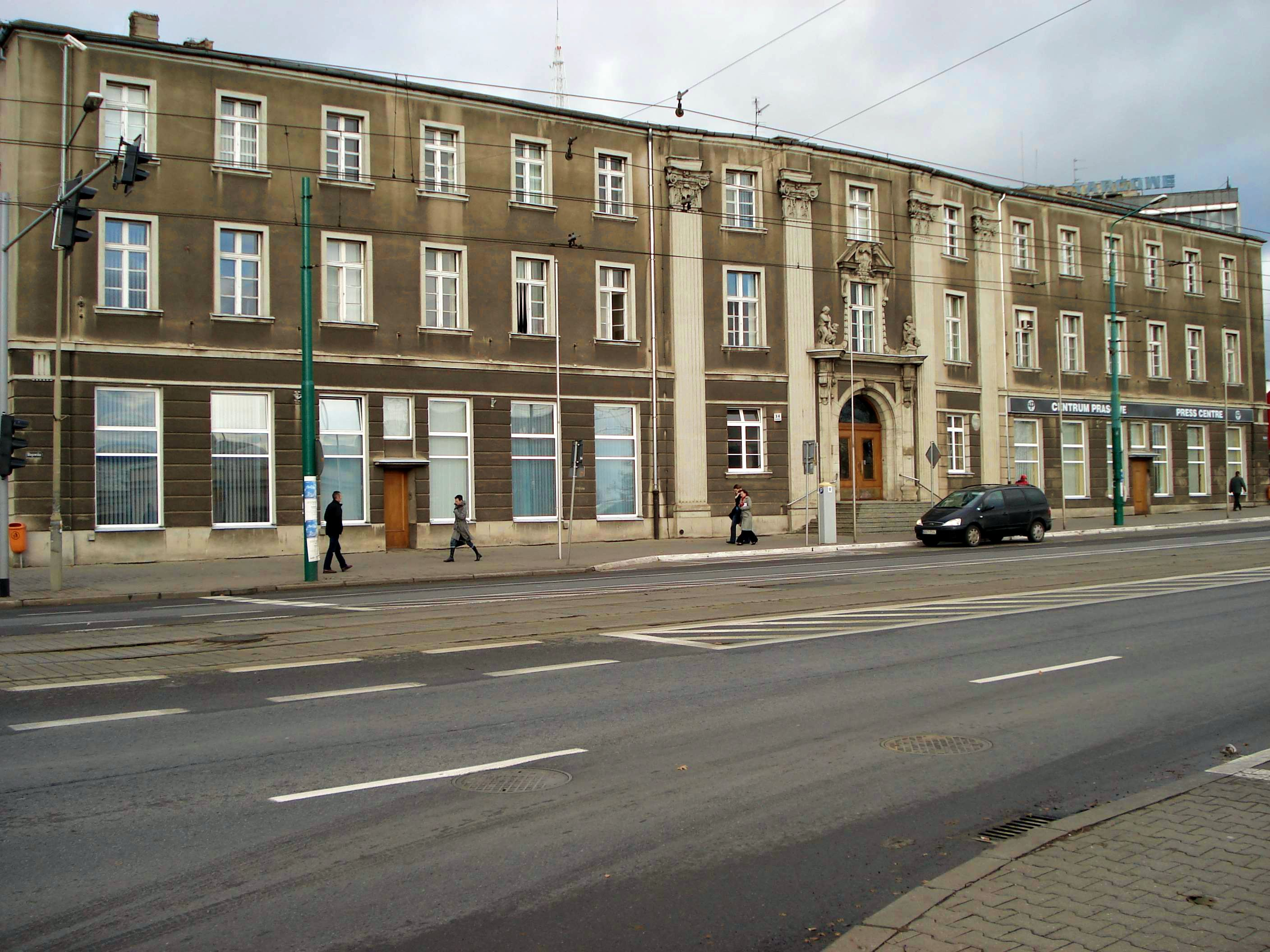
Historický záběr poznaňských trhů
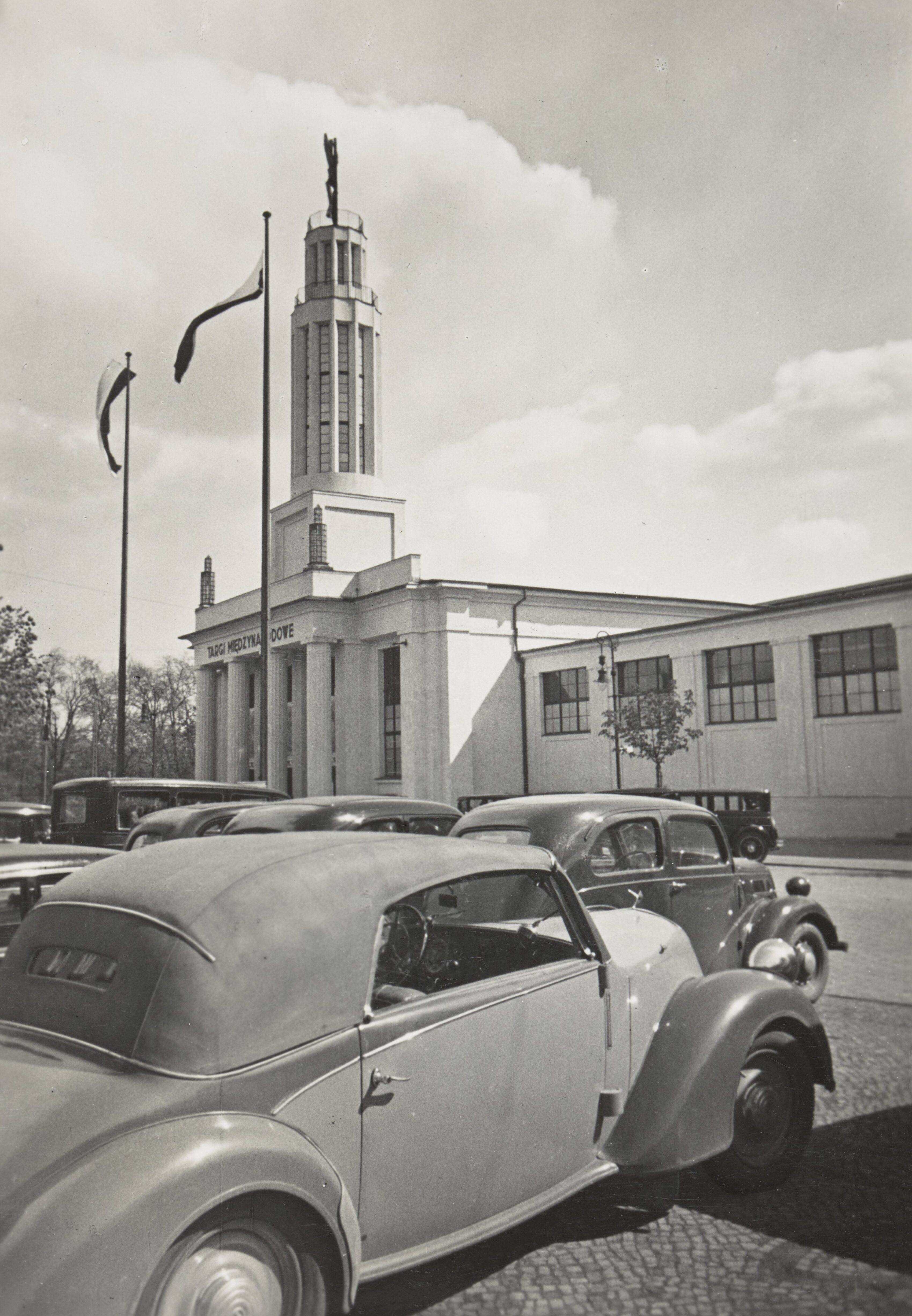
Miedzynarodowe Targi Poznanskie 1939
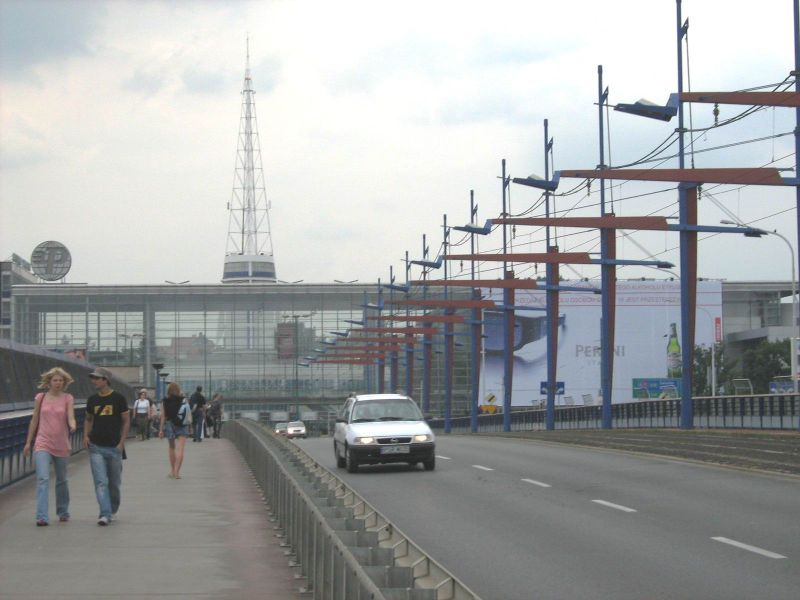
Příjezd k trhům
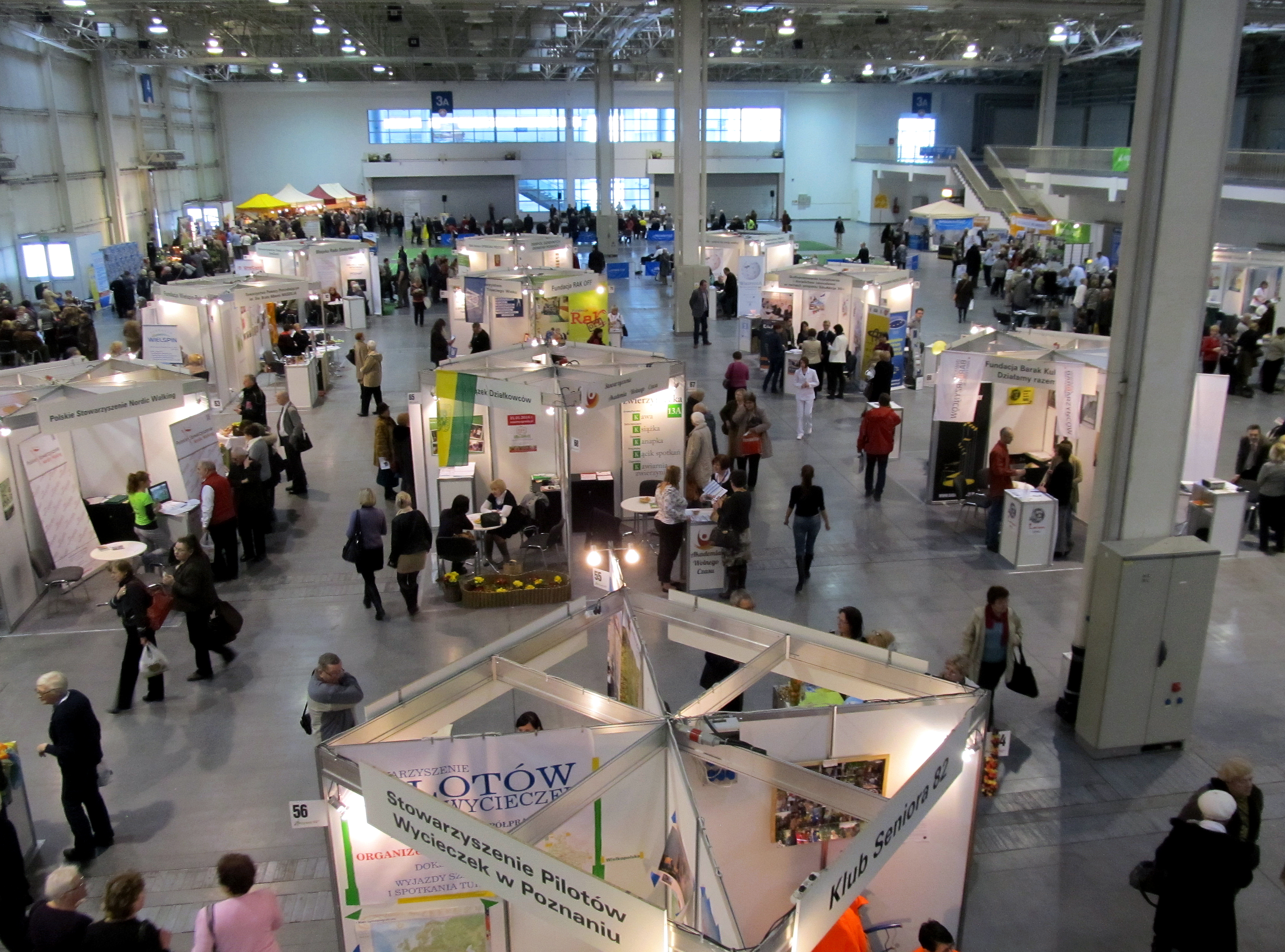
Výstavní prostory
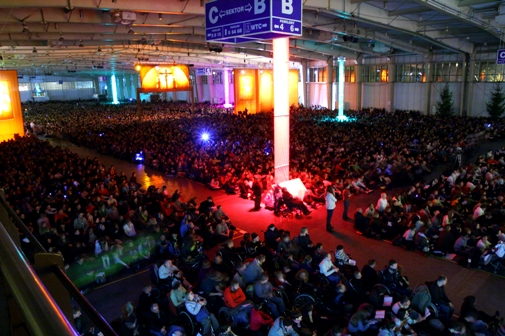
Výstavní prostory v noci

## Některé významné každoroční akce v areálu veletrhů

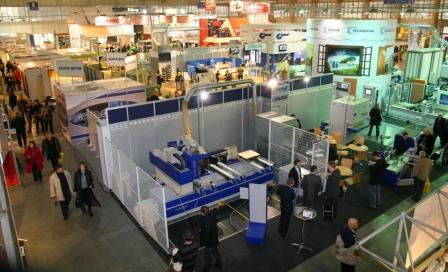
BUDMA 2010

- BUDMA – Mezinárodní stavební veletrh
- BUDMASZ – Mezinárodní veletrh stavebních strojů a zařízení
- DREMA – Výstava dřevoobráběcích strojů
- FARMA – Zemědělské veletrhy
- Festiwal Sztuki i Przedmiotów Artystycznych – Festival umění a řemesel
- Gardenia – Zahradnické veletrhy
- Mach-Tool – Veletrh obráběcích strojů
- NA RYBY – Rybářské veletrhy
- POLAGRA-Tech – Veletrhy potravinářských technologií
- POLAGRA-Food – Veletrhy potravinářských výrobků
- POLEKO – Ekologické veletrhy
- Poznań Game Arena (PGA) – Veletrh počítačových her a videoher
- Pyrkon – Festival fantastiky
- Saldent – Mezinárodní dentální výstava
- Securex – Výstava bezpečnostních technologií
- TAROPAK – Výstava živého umění v balení a logistice

## Významné nárazové akce v areálu veletrhů
- 1.–12. prosince 2008 – 14. konference OSN o klimatických změnách
- 8.–13. února 2011 – 3. Halové mistrovství světa v pozemním hokeji